# ماکروی آبی
ماکروی آبی (نام علمی: Sciaenochromis fryeri) گونه‌ای از سیکلیدهای بومی دریاچه مالاوی آفریقا است که در امتداد مناطق ساحلی صخره‌ای در عمق ۱۰ تا ۴۰ متر (۳۳ تا ۱۳۱ فوت) یافت می‌شود. طول آن می‌تواند به ۱۱٫۵ سانتیمتر (۴٫۵ اینچ) SL برسد. این ماهی به افتخار جفری فرایر (متولد ۱۹۲۷) که افسر تحقیقات شیلات، سازمان تحقیقات شیلات مشترک رودزیای شمالی و نیاسالند بود، نام‌گذاری شده است.